# Teatro Arcobaleno
Il Teatro Arcobaleno è un teatro di Roma, situato nel quartiere Nomentano.

## Storia
La storia del teatro è poco lineare. Fondato negli anni trenta è stato per un certo periodo un teatro di varietà, per poi divenire, dal 1978, sede dello storico laboratorio di arti sceniche di Gigi Proietti, ed in seguito cinema d'essai.
Nel 2001 è stato completamente ristrutturato da Vincenzo Zingaro, che dal 2002 lo ha trasformato in "Centro stabile del classico", sede della "compagnia Castalia", ed è oggi attivo come teatro, sia di spettacoli comici, sia di drammaturgia.

## Curiosità
È stato immortalato in una scena del film di Alberto Sordi, Un americano a Roma (1954) di Steno.

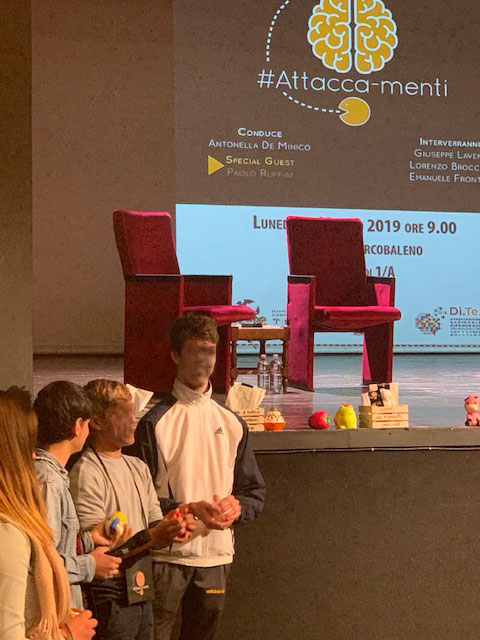